# تیشه نجاری

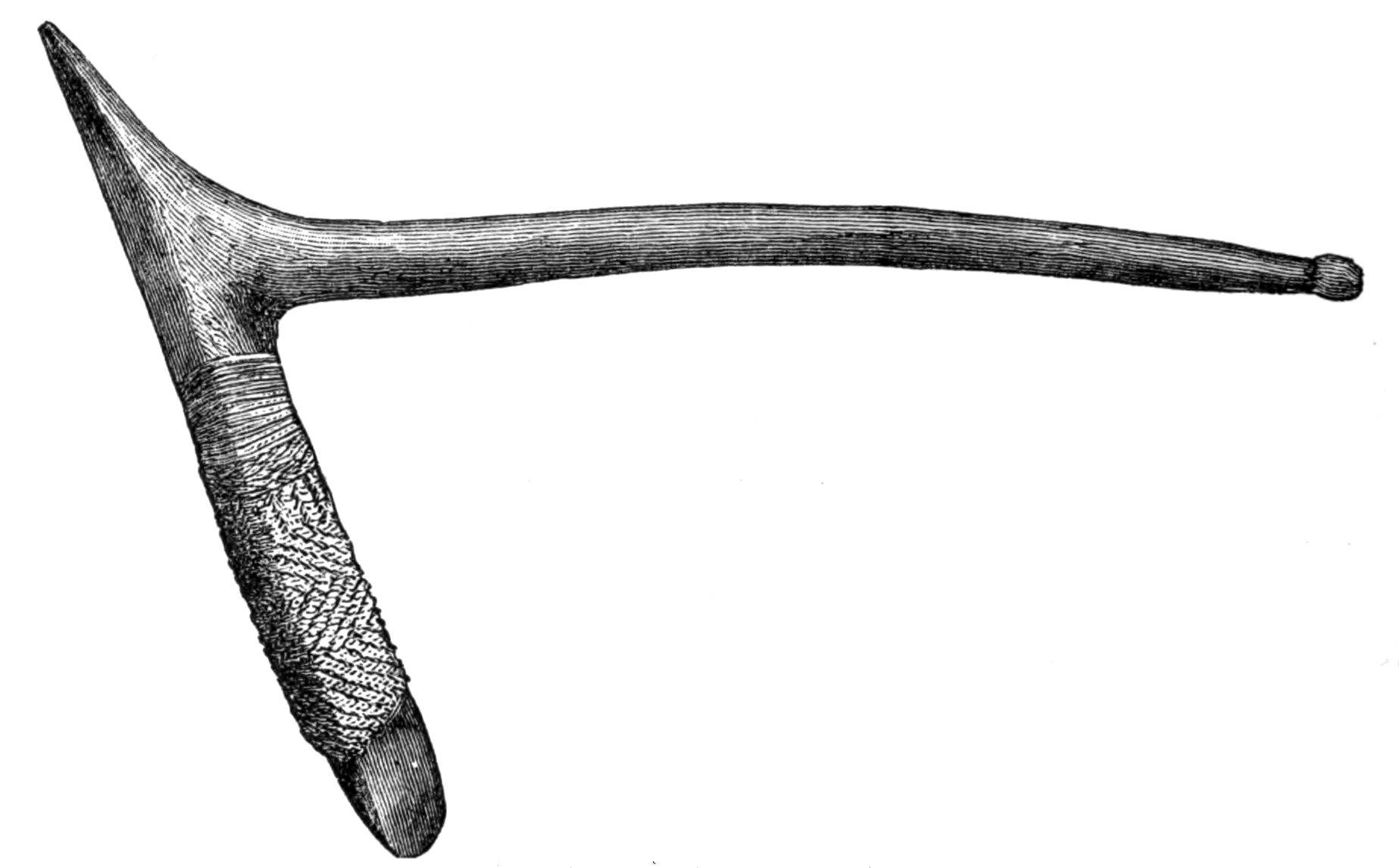

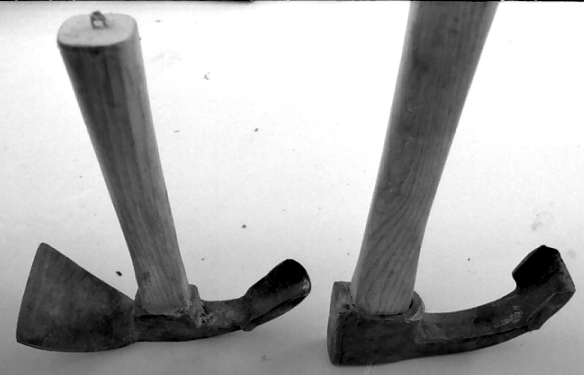

تیشه نجاری (انگلیسی: Adze) ابزاری است شبیه تبر و تیشه که برای کندن چوب و زمین بکار می‌رود. این ابزار توسط انسان‌های نخستین و مردم تمدن مصر باستان نیز استفاده می‌شده‌است.